# گد بک
گرهارد گد بک (به انگلیسی: Gerhard "Gad" Beck)‏ (۳۰ ژوئن ۱۹۲۳–۲۴ ژوئن ۲۰۱۲) آموزگار، نویسنده، فعال مدنی، عضو مقاومت و بازمانده هولوکاست بود.

## زندگی و حرفه
گرهارد بک در برلین آلمان همراه با خواهر دو قلویش مارگوت فرزند «هدویگ» (موسوم به Kretschmar) و «هاینریش بک» به دنیا آمد. پدرش یهودی و مادرش آلمانی اصیل و پروتستان بود که یهودی شده بود. این خانواده در بخش یهودیان مهاجر شهر زندگی می‌کردند. در سن پنج سالگی او و خانواده اش به منطقه وایسنزه مهاجرت کردند که در آنجا او در مدرسه ابتدایی مشغول به تحصیل شد و از طرف همکلاسی‌هایش هدف آزار یهودستیزی قرار گرفت. در سال ۱۹۳۴ او وارد یک مدرسه یهودی شد ولی بعدها مجبور به ترک مدرسه شده و در یک فروشگاه مشغول به کار شد.
وی با عقبه ای نیم یهودی (Mischling در ادبیات نازی‌ها) همراه دیگر آلمانی‌ها اخراج نشد و در عوض در برلین ماند. او در اتوبیوگرافی اش می‌گوید که یونیفرم جوانان هیتلر را از یکی از همسایگانش قرض کرده و در رژه سال ۱۹۴۲، قبل از تبعیدش شرکت کرده‌است. در آنجا وی با معشوقش، منفرد لوین آشنا شده و دستگیر و بازداشت می‌شود. وی از یکی از فرماندهان درخواست می‌کند که این جوان را برای ساخت و ساز آزاد کنند که با درخواست او موافقت می‌شود. در بیرون از سالن، لوین این درخواست را رد می‌کند و می‌گوید: «گد، من نمی‌توانم با تو بیایم. خانواده ام به من احتیاج دارد و اگر از آنها جدا شوم، هیچ وقت آزاد نخواهم شد» با این جمله این دو بدون خداحافظی از یکدیگر جدا شدند. «گد به یاد می‌آورد که در آن ثانیه‌ها، که او می‌رفت، بزرگ شده است.» لوین و تمامی اعضاء خانواده اش در آشویتس به قتل رسیدند.
بک به یک گروه زیرزمینی که برای یهودیان فراری از سوئیس بی‌طرف آب و غذا فراهم می‌کردند پیوست. در اوایل سال ۱۹۴۵ یک جاسوس گشتاپو به او و دوستانش خیانت می‌کند. بالاخره او هم به کمپی در برلین منتقل می‌شود.
پس از جنگ جهانی دوم، بک، گروهی تشکیل داد که بازمانده‌های یهودی را به فلسطین امروزی منتقل کنند. او خودش در سال ۱۹۴۷ به فلسطین مهاجرت کرد. در آنجا وی مسئول مرکز آموزش بزرگسالان یهودی در برلین بود.
در سال ۲۰۰۰، بک و تنی چند از بازمانده‌های گی هولوکاست در مستندی به نام پاراگراف ۱۷۵ توسط شرکت اچ‌بی‌او حضور داشتند. همچنین در سال ۲۰۰۰، اتوبیوگرافی سال ۱۹۹۵ بک به نام زندگی زیرزمینی: خاطرات یک همجنسگرای یهودی در برلین نازی منتشر شد که به عنوان یک کتاب موفق در تور آمریکا شرکت کرد.
فیلم مستندی بر اساس زندگی وی ساخته شد اما مورد توجه قرار نگرفت.

## مرگ
بک در ۲۴ ژوئن سال ۲۰۱۲، در خانه سالمندانی در برلین در سن ۸۸ سالگی فوت کرد.